# Johann Peter Beer
Johann Peter Beer (* 1782 in Frankfurt am Main; † 1851 ebenda) war ein deutscher Miniatur-, Glas-, Landschafts- und Porträtmaler, Kupferstecher, Radierer und Grafiker.

## Leben

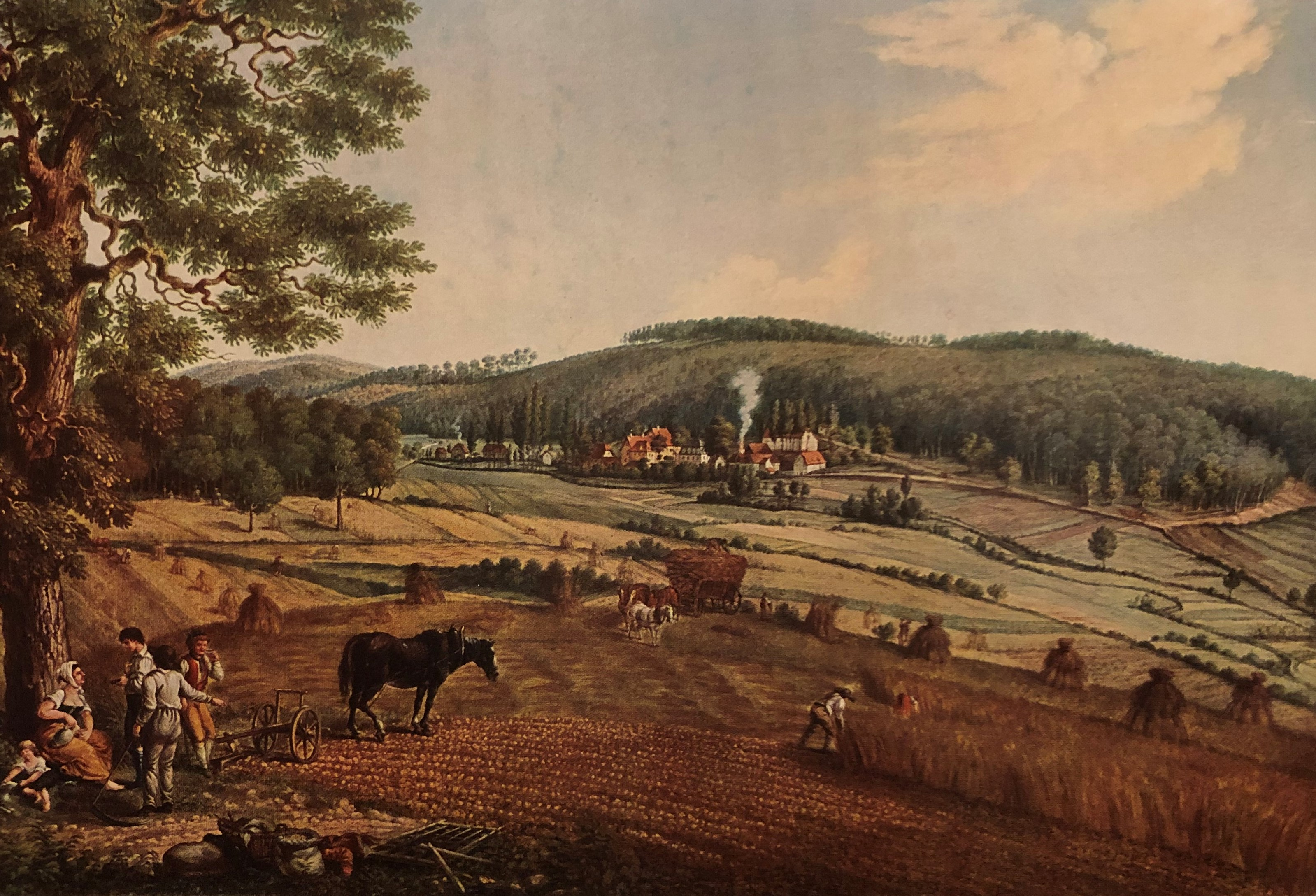
Friedrichshütte bei Laubach, um 1820

Johann Peter Beer war Sohn und Gehilfe des Malers, Radierers und Zeichners Johann Friedrich Beer.
Beer wirkte von 1818 bis 1822 als Zeichenlehrer für Bildnis- und Miniaturmalerei an der Musterschule in Frankfurt am Main wirkte. Er stach in Punktmanier. Mehrere seiner Miniaturbildnisse befinden sich im Louvre zu Paris. Sein Enkel war der Historienmaler Wilhelm Kingenheimer.